# Reggenza di Barito Kuala
La reggenza di Barito Kuala (in indonesiano: Kabupaten Barito Kuala) è una reggenza dell'Indonesia, situata nella provincia di Kalimantan Meridionale.